# Mārtiņš Onskulis
Mārtiņš Onskulis (Sigulda, 18 juni 1994) is een Lets alpineskiër. Hij nam eenmaal deel aan de Olympische Winterspelen, maar behaalde geen medaille.

## Carrière
Onskulis nam nog nooit deel aan een wereldbekerwedstrijd.
Op de Olympische Winterspelen 2014 in Sotsji was een 27e plaats op de slalom zijn beste resultaat.

## Resultaten

### Wereldkampioenschappen
| Jaar | Plaats            | Resultaten                  |
| ---- | ----------------- | --------------------------- |
| 2013 | Schladming        | DNF2 kwalificaties Slalom   |
| 2015 | Vail/Beaver Creek | 51e Slalom 80e Reuzenslalom |

### Olympische Spelen
| Jaar | Plaats | Resultaten                   |
| ---- | ------ | ---------------------------- |
| 2014 | Sotsji | 27e Slalom DNF1 Reuzenslalom |